# Henri Jöel
Henri Jöel Kouakou Tahiri (* 17. März 1986 in Abidjan) ist ein ivorischer Fußballspieler.

## Karriere
Die Stationen von Henri Jöel, bevor er 2008 nach Thailand zu Buriram PEA kam, sind unbekannt. Bis 2010 spielte er für den Verein aus dem Osten des Landes. 2011 wechselte er zum damaligen Drittligisten Ratchaburi Mitr Phol. 2011 wurde der Verein Meister und er stieg in die zweite Liga, der Thai Premier League Division 1, auf. Ein Jahr später stieg er mit dem Verein in die erste Liga, der Thai Premier League, auf. 2012 und 2013 stand er mit Ratchaburi im Finale des Thai League Cup. Beide Endspiele verlor man gegen Buriram United. Bis 2015 absolvierte er für den Verein 132 Spiele. 2016 wechselte er nach Chiangmai zum Chiangmai FC, einem Verein, der in der zweiten Liga spielte. Nach einem Jahr ging er zum Ligakonkurrenten Nakhon Pathom United FC nach Nakhon Pathom. 2018 zog es ihn nach Samut Sakhon zum dortigen Zweitligisten Samut Sakhon FC. Nach einer Saison wechselte er 2019 zum Ligakonkurrenten Kasetsart FC. Für den Bangkoker Verein absolvierte er 56 Zweitligaspiele und schoss dabei ein Tor. Ende 2020 verließ er den Klub und schloss sich dem ebenfalls in Bangkok beheimateten Ligakonkurrenten MOF Customs United FC an. Von dort ging er im Sommer 2021 weiter zum Drittligisten Chainat United FC. Mit dem Verein aus Chainat spielte er eine Saison in der Western Region der Liga. Im Sommer 2022 verpflichtete ihn der in der Bangkok Metropolitan Region spielende Drittligist North Bangkok University FC. Hier bestritt er 23 Ligaspiele. Zu Beginn der Saison 2023/24 unterschrieb er im Juni 2023 einen Vertrag beim Drittligisten Saraburi United FC. Der Verein aus Saraburi spielte er zwanzigmal in der Western Region der Liga. Nach einer Spielzeit wechselte er im Sommer 2024 zu dem in der Central Region spielenden Pathumthani University FC. Für den Verein bestritt er acht Ligaspiele. Nach der Hinserie wurde sein Vertrag im Dezember 2024 nicht verlängert. Im Januar 2025 verpflichtete ihn der in der Central Region spielenden Inter Bangkok FC.

## Erfolge
Ratchaburi Mitr Phol
- Regional League Division 2 – Central/East: 2011  ▲
- Thailändischer Zweitligameister: 2012  ▲
- Thailändischer Ligapokalfinalist: 2012, 2013